# Ferrotipo

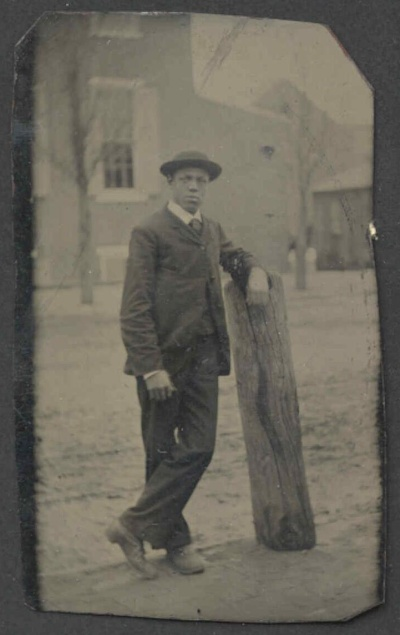
Un ferrotipo de un hombre apoyado contra un poste.

El ferrotipo, melanotipo o tintipo es una fotografía de un positivo directo sobre una hoja de metal, generalmente de hierro o de acero ennegrecido mediante pintura, lacado o esmaltado y empleado como soporte para una emulsión fotográfica de colodión.

## Utilización
Los fotógrafos habitualmente trabajaban en exteriores: ferias, carnavales, etc. Como el soporte del ferrotipo (sin usar el estaño actual) es resistente y no necesita secado, se podrían producir fotografías instantáneas en pocos minutos después de tomarlas. También se le conocía como melanotipo y al ser bastante económico se estuvo realizando durante muchos años.

## Historia
El proceso fue inventado en 1852 y presentado en 1853 por Adolphe-Alexandre Martin (1824-1896) en Francia. Fue muy popular sobre todo, en la época de 1860 hasta el 1880, y cayó en desuso hasta el siglo XXI, que resurgió como técnica en el movimiento vintage. Existen ejemplos del mismo en España desde 1865. El ambrotipo se considera como precursor.
El 1856 fue patentado por Hamilton Smith en los Estados Unidos y por William Kloen en el Reino Unido. Primero se denominó melainotype (melanotipo), después ferrotype (ferrotipo) por un fabricante rival de las placas de hierro que se utilizaban, y finalmente tintype (tin: "latón" en inglés).
Los ferrotipos se hacían en estudios fotográficos, como los daguerrotipos y otros tipos de fotografía, pero más tarde, los fotógrafos pasaron a trabajar en exteriores: ferias, carnavales, etc. Como el soporte del ferrotipo (sin usar el estaño actual) es resistente y no necesita secado, se pueden producir fotografías instantáneas en pocos minutos después de tomarlas. Gracias a esto, fue una técnica fotográfica que amplió sus usos y capturó un mayor número de escenarios de cualquier tipo. 
Comparado con su predecesor más importante, el daguerrotipo, los ferrotipos no eran solo muy baratos sino que también eran relativamente rápidos y fáciles de hacer. Un fotógrafo podía preparar, exponer, desarrollar y barnizar una placa de ferrotipo y tenerla lista para el cliente en pocos minutos. A pesar de que los primeros ferrotipos se montaban en marcos ornamentales, como los daguerrotipos y los ambrotipos, los tintips sin marco en simples apoyos de papel fueron populares desde el principio. Muy a menudo eran trasladados en aperturas precortadas en álbumes de fotografías del estilo libro.
Uno o más ferrotipos finos, ligeros y resistentes podían ser llevados en el bolsillo de una chaqueta. Tuvieron mucho éxito en los Estados Unidos durante la guerra civil americana. A pesar de que las impresiones en papel enseguida los superaron como el tipo más común de fotografía, el proceso del ferrotipo continuó disfrutando de un uso considerable durante el siglo XIX y los años siguientes, especialmente como retratos casuales realizados por retratistas de calle.
Su competidor principal fue el ambrotipo, su predecesor inmediato. Éste se hacía con el mismo proceso usando una hoja de vidrio como soporte. El vidrio era de un color oscuro, de manera que la imagen negativa sobre expuesta, en la emulsión, aparecía positiva. Los ferrotipos eran robustos y no necesitaban ser montados en una estructura rígida protectora como los daguerrotipos y los ambrotipos.

## Elaboración
Hay dos procesos históricos para hacer ferrotipos: el húmedo y el seco. En el proceso húmedo, una emulsión de colodión que contenía cristales de haluro de plata en suspensión se tenía que formar a la placa justo antes de ser expuesta a la cámara mientras todavía estaba mojada. Después, tratamiento químico reducía los cristales en partículas minúsculas de plata metálica en proporción a la intensidad y la duración a la cual había sido expuesta la fotografía en la luz, resultado en una imagen visible. El proceso requería más tiempo que el seco, el cual era similar pero utilizaba una emulsión gelatinosa que se podía aplicar a la placa mucho rato antes de su uso y que se exponía seca en la cámara.

En ambos procesos, se producía en la emulsión un negativo muy subexpuesto. Las áreas más densas, que corresponderían a las partes más brillantes del sujeto, la luz reflejada proporcionaba grises. Las áreas con menos cantidad de plata, que corresponderían a las partes oscuras del sujeto, eran esencialmente transparentes y se veían negros cuando se miraban en contra del fondo negro provisto por la placa. Esta posibilidad de utilizar imágenes subexpuestas permitió la utilización de tiempos de exposición más cortos, lo que era una gran ventaja en el mundo de los retratos.
Para obtener una imagen lo más clara posible, se utilizaba normalmente el cianuro de potasio como fijador de las fotografías. Pero debe tenerse en cuenta su alta toxicidad que lo convierte en peligroso para ser utilizado en este o en cualquier otro proceso fotográfico.
Cada ferrotipo es generalmente un original de cámara, así que la fotografía es con frecuencia una imagen de espejo, por ello a veces se colocaba en la cámara un espejo o un prisma de ángulo recto para que, al final, el resultado no estuviera girado.

## Ejemplos de ferrotipos

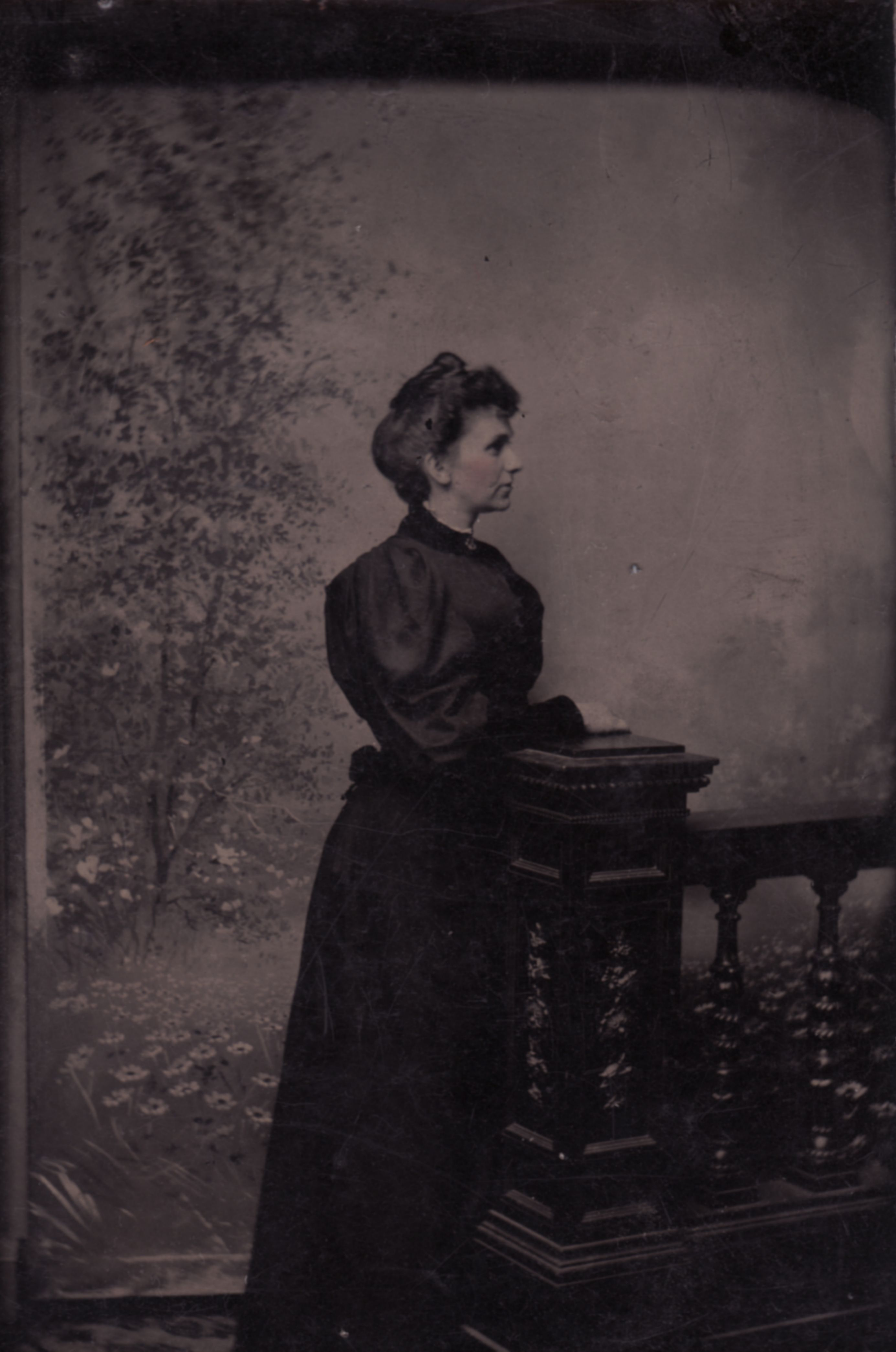
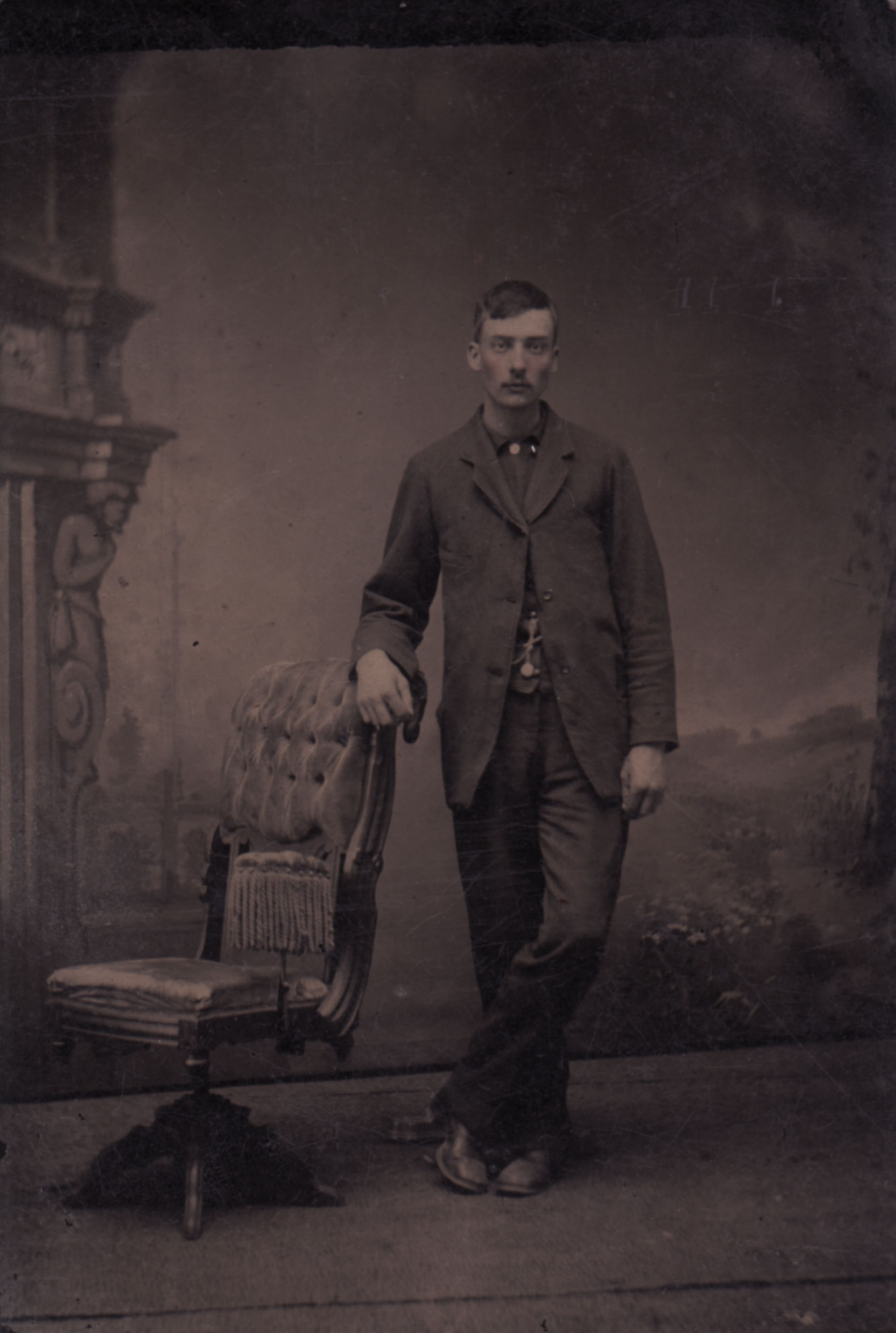
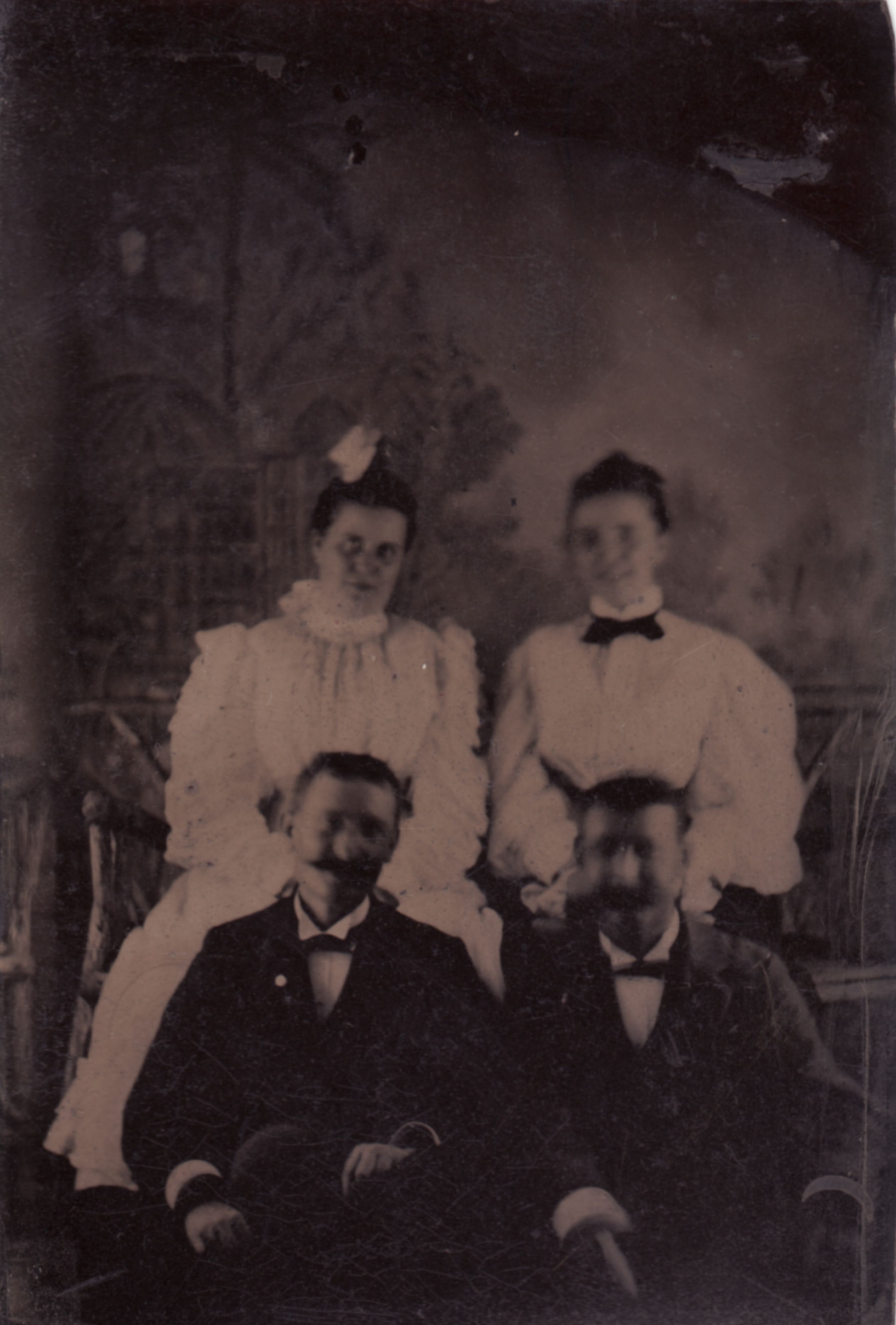